# M-Bahn

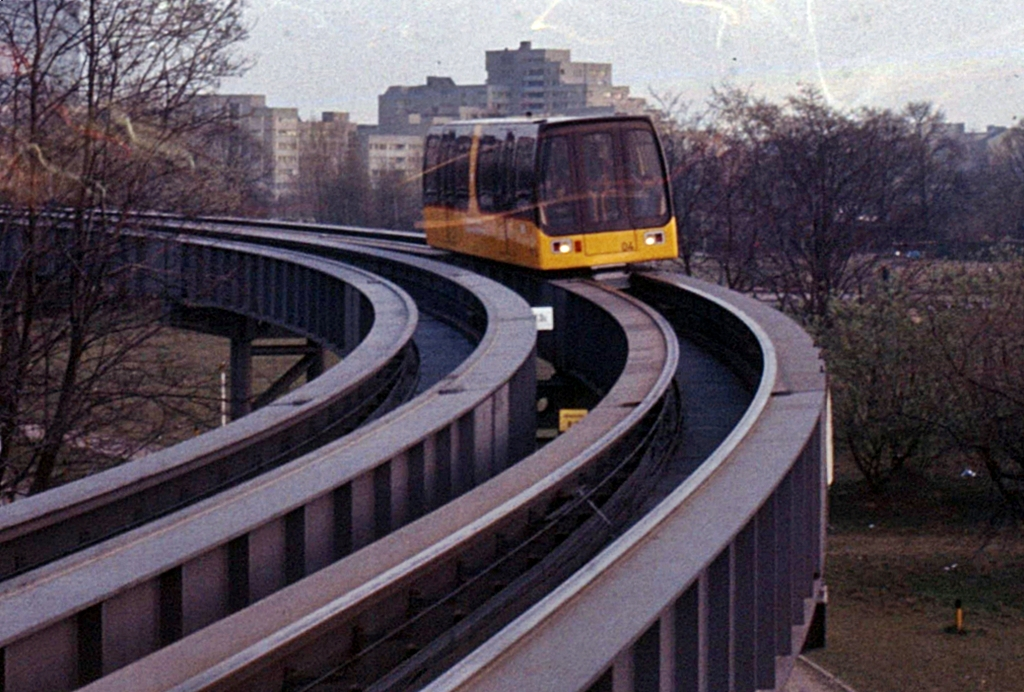
M-Bahn nahe der Endhaltestelle Kemperplatz, 1990

Verlauf der Berliner M-Bahn, eingezeichnet auf einem Stadtplan von 2017

Die M-Bahn (Abkürzung für Magnetbahn) in Berlin war ein spurgebundenes, führerloses Verkehrssystem auf eigenem Fahrweg, teilweise als Hochbahn geführt, das ab 1984 im Versuchsbetrieb und von 1989 bis 1991 im Fahrgastbetrieb eingesetzt wurde. Die zugehörige Linienbezeichnung lautete zunächst M, später M1.

## Funktionsprinzip
Als Antrieb benutzte die Bahn einen Linearmotor in Langstator-Bauweise. Der Fahrweg stellte einerseits die Spur zum Fahren, andererseits auch gleichzeitig einen Teil des Antriebs dar. Die kastenförmigen Doppelkabinen verfügten weder über Motoren noch Bremssysteme: Starke Dauermagnete unter der Kabine trugen 85 % des Fahrzeuggewichts. Geführt wurde die M-Bahn sowohl horizontal als auch vertikal von kleinen Rädern. Als Motor wirkten zwischen den Schienen verlegte Wicklungen. Sie erzeugten ein wanderndes Magnetfeld, das die Kabinen vorwärts zog und auch abbremste.
Die Gewichts- und Triebkräfte der M-Bahn wurden magnetisch übertragen, die Führungskräfte mechanisch. Die überwiegend magnetische Abstützung führte zu einer flächigen und damit sehr günstigen Lasteinleitung in den Fahrweg.
Die vollautomatische Berliner M-Bahn war leise, verbrauchte 20 Prozent weniger Energie als eine U-Bahn und kam mit wenig Personal aus. Sie beförderte insgesamt drei Millionen Fahrgäste und war im Juli 1991 nach dem Birmingham Maglev als Flughafen-Shuttle die weltweit erste im städtischen Personenverkehr kommerziell eingesetzte Magnetbahn. Ihre Erfolgsbilanz rettete die M-Bahn nicht, weil sie nach der deutschen Wiedervereinigung dem Wiederaufbau der U-Bahn-Linie U2 weichen musste, auf deren Gleiskörper der Fahrweg teilweise lag.

## Geschichte

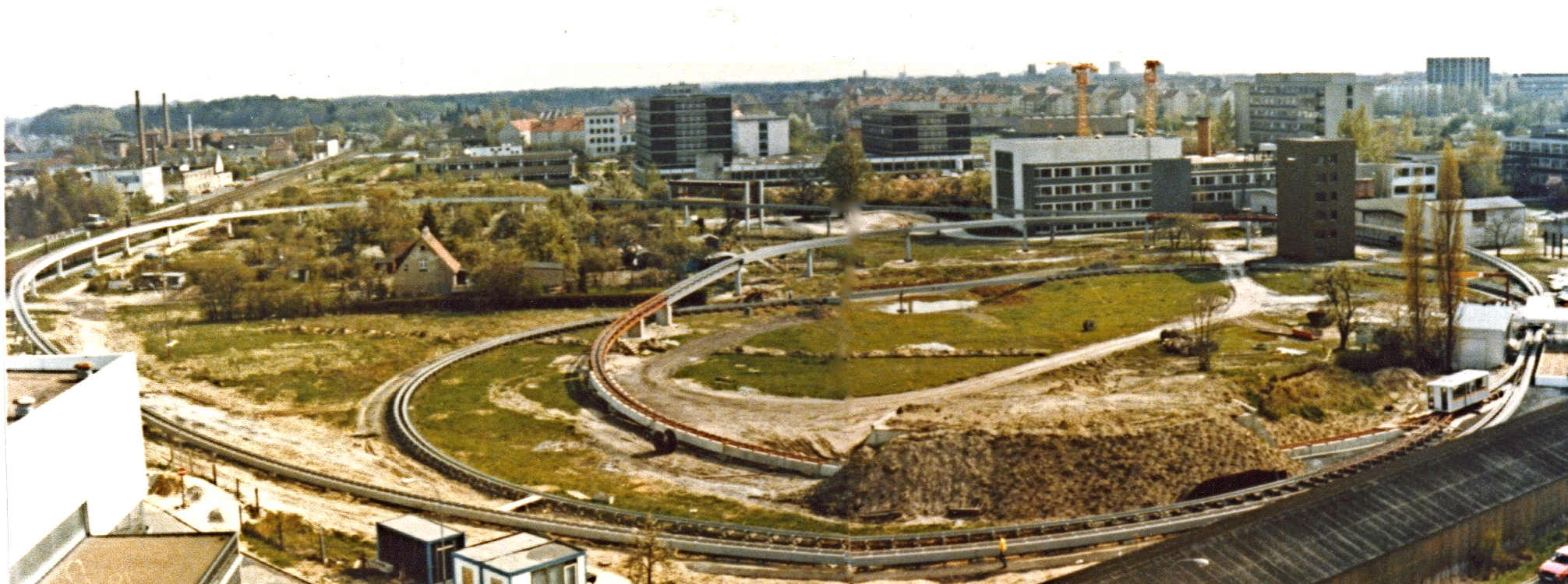
Erprobungsanlage in Braunschweig, 1975

Im Jahr 1975 wurde in Braunschweig durch die Technische Universität Braunschweig eine Teststrecke für eine Bahn errichtet, deren Antriebsprinzip auf der 1973 durch den Physiker Götz Heidelberg entwickelten Wanderfeldtechnik mit permanent-magnetischer Erregung basierte. Sie bestand aus drei geschlossenen, über Weichen miteinander verbundenen Trassenschleifen, die Steigungs- und Gefällestrecken aufwiesen. Der Fahrweg war zum Teil aufgeständert, teilweise auch ebenerdig ausgeführt. Die Fahrzeuge des Typs 01 waren 6,3 m lang, 2,1 m breit und 2,1 m hoch. Sie wiesen 16 Sitz- und 24 Stehplätze auf, die Höchstgeschwindigkeit betrug 50 km/h.
Im Jahr 1978 beteiligte sich das Unternehmen AEG-Telefunken an Heidelbergs Firma Citybahn GmbH, die daraufhin in Magnetbahn GmbH (mit Sitz in Starnberg) umbenannt wurde. Ihre Erfahrungen mit der Bahnautomation und der Energieversorgung erwiesen sich sehr bald als unerlässlich und wertvoll. In engem Zusammenwirken der AEG, der TU Braunschweig und der Berliner Verkehrsbetriebe (BVG) wurde die M-Bahn entwickelt und geplant. 1982 erhielt die M-Bahn-Firma den Auftrag für eine Demonstrationsanlage in West-Berlin. Im Frühjahr 1983 erließ das Bundesforschungsministerium den endgültigen Bewilligungsbescheid. Von den geplanten Kosten für die Betriebserprobung in Höhe von 50 Millionen Mark wurden 75 % durch den Bund aufgebracht, der Rest durch den Berliner Senat. Geplant war, den Probebetrieb zum Jahresende 1984 auf einem 600 m langen Teilstück der 1558 m langen Strecke in Betrieb zu nehmen. Anschließend sollte ein zweijähriger Probebetrieb erfolgen.

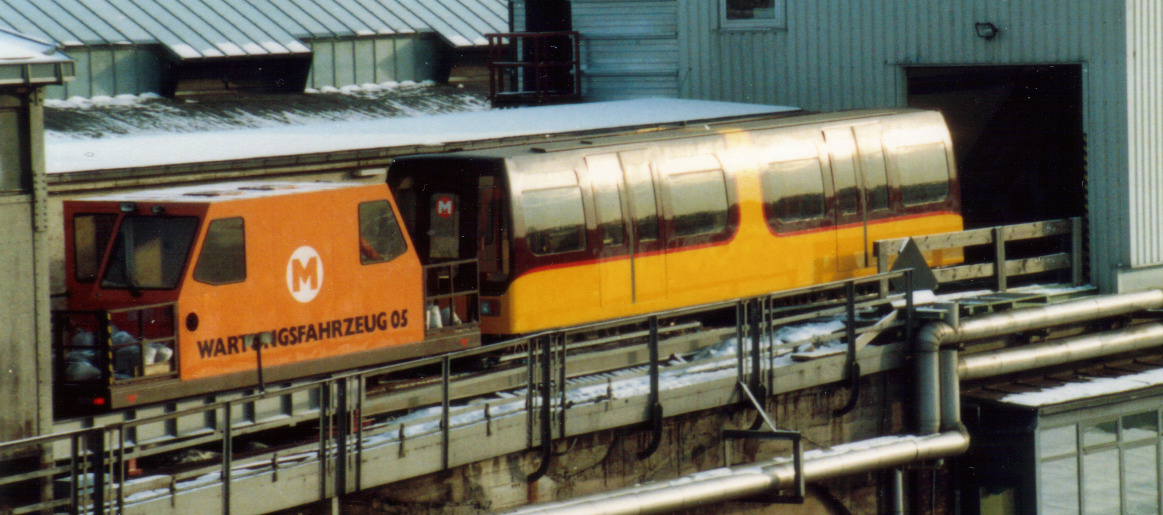
Berliner M-Bahn mit Wartungsfahrzeug im Bahnhof Gleisdreieck, 1987

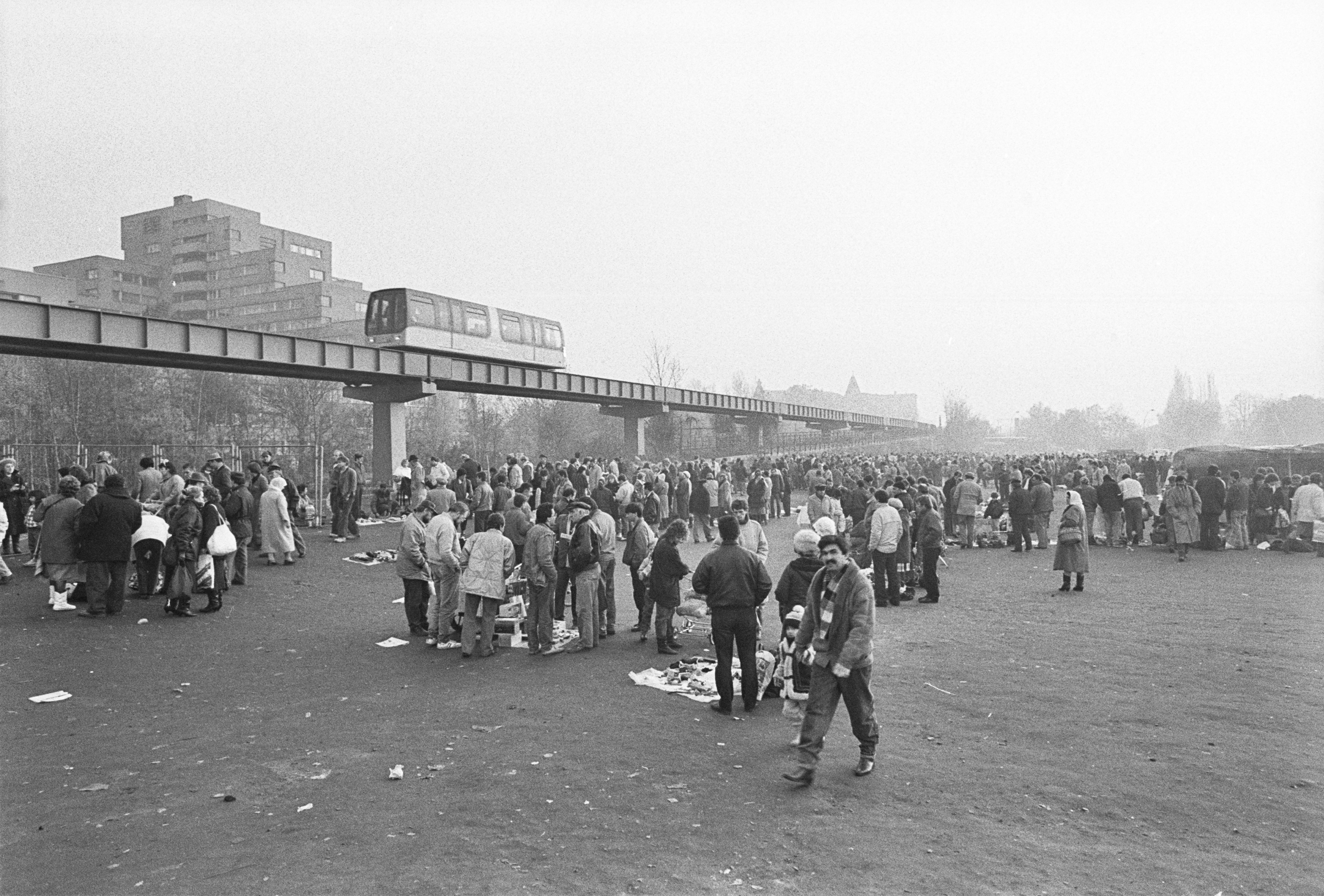
M-Bahn über dem Gelände des ehemaligen Potsdamer Bahnhofs in Berlin, im Hintergrund die Rampe der stillgelegten U-Bahn-Trasse, 1989

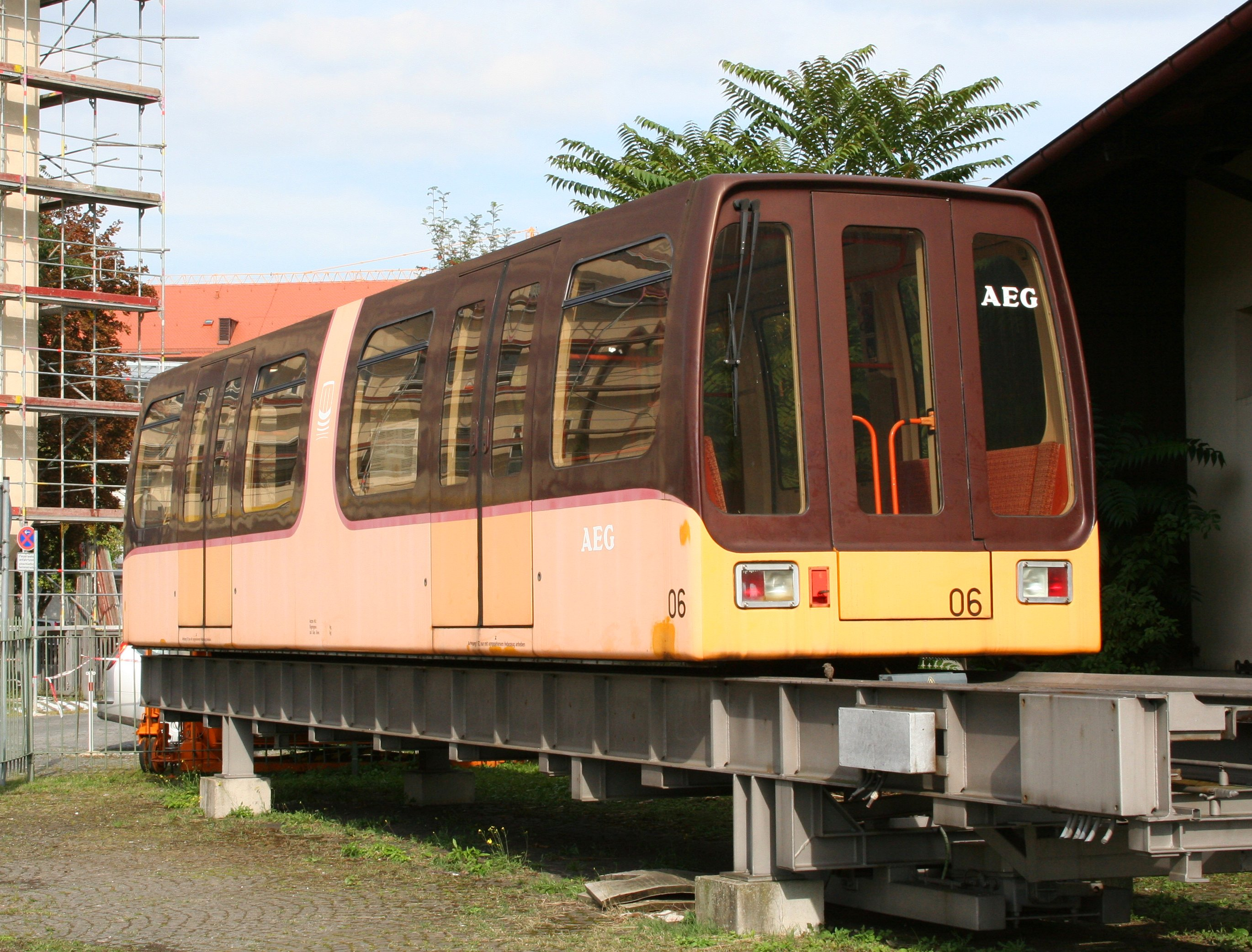
Kabine der M-Bahn auf Fahrweg im DB-Museum Nürnberg, 2006

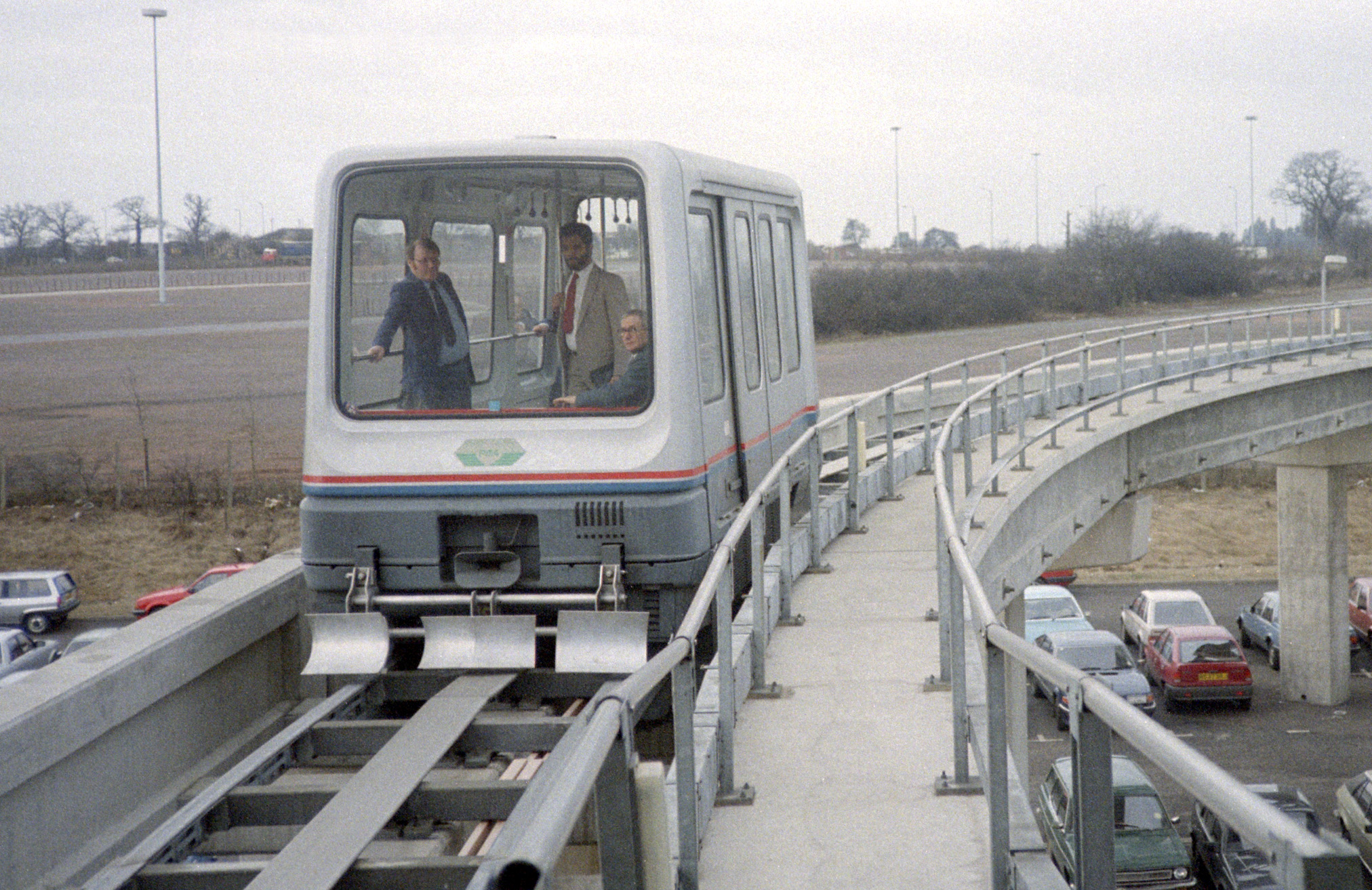
Birmingham Maglev nach ähnlichem System, Zubringer des Birminghamer Flughafens, erste kommerziell eingesetzte Magnetbahn (1984–1995)

Die Bauarbeiten für die Berliner M-Bahn begannen im Dezember 1983, der Probebetrieb – noch ohne Fahrgäste – am 28. Juni 1984. Als Fahrzeuge waren zunächst ein Triebwagen des Typs 70/2 mit der Nummer 706 und das Wartungsfahrzeug 05 mit Dieselantrieb vorhanden. Für den regulären Verkehr wurden bei Waggon Union vier Fahrzeuge der Bauart 80/2 bestellt, mit Antriebstechnik von AEG Bahntechnik und der Magnetbahn GmbH. Sie waren 11,72 m lang, 2,30 m breit und 2,14 m hoch.
Das Richtfest für die Stationen Kemperplatz und Bernburger Straße wurde am 26. September 1986 gefeiert. Der Endbahnhof Kemperplatz erhielt zwei rund 30 m lange und 6 m breite Seitenbahnsteige. Auf einen abschließenden Querbahnsteig wurde verzichtet, um die Strecke ggf. verlängern zu können. Das gesamte Bauwerk war, bei einer Firsthöhe von 12 m, rund 45 m lang und 18 m breit. Der Bahnsteigbereich war von einer verglasten Stahlkonstruktion umschlossen, das Dach bestand aus Holz mit einer Bitumendichtung. Die unteren Geschosse waren verkleidet, das Erdgeschoss nahm die Leitzentrale und ein Zwischengeschoss die betriebstechnischen Räume auf. Zu den beiden Bahnsteigen führten je eine feste Treppe und eine Rolltreppe. Die Planer des Bahnhofs Kemperplatz waren der Architekt Andreas Brandt und der Künstler Yadegar Asisi.
Die rund 35 m lange, 22 m breite und 21 m hohe Halle der Station Bernburger Straße war rundum vollständig verglast, auch die Dachflächen mit Ausnahme des abgedeckten Gleisbereichs wurden als Stahl-Glas-Konstruktionen ausgeführt. Zu den zwei 30 m langen Seitenbahnsteigen führten ebenfalls feste Treppen und Rolltreppen. Das Stahltragwerk wurde im gleichen Silberton wie die Trassenelemente gestrichen, nicht verglaste Außenwände wie die Giebelseiten über dem Fahrweg wurden grün lackiert.
Die Aufnahme des regulären Betriebs wurde durch einen am 18. April 1987 verübten Brandanschlag im Endbahnhof Gleisdreieck verzögert, wobei zwei Wagen zerstört wurden, sowie durch einen Unfall am 19. Dezember 1988: Ein Testzug war an diesem Tag bei einer Testfahrt mit zu hoher Geschwindigkeit in den Endbahnhof Kemperplatz eingefahren und hatte die verglaste Außenwand durchbrochen. Die Fahrrechner waren für diese Fahrt ausgeschaltet worden, um den Zug manuell für einen Test mit einer höheren Geschwindigkeit fahren zu können, als vom System vorgesehen war. Ein Wagen fiel bei diesem Unfall auf den Betonboden des Fahrwegs und wurde zerstört, der zweite hing mehrere Tage in sechs Metern Höhe, bis er nach der Bergung von einem Tieflader abtransportiert wurde.
Der Versuchsbetrieb wurde deshalb erst am 28. August 1989 für den „erweiterten Probebetrieb mit Fahrgastbeförderung“ freigegeben, nachdem die von der Aufsichtsbehörde geforderten 100.000 km ohne Fahrgäste absolviert waren. Die Beförderung erfolgte kostenfrei. Zunächst war nur das Fahrzeug 04 einsetzbar, das 24 Sitzplätze aufwies und insgesamt 80 Fahrgästen Platz bot. Es verkehrte im Zehn-Minuten-Takt zwischen den Endpunkten mit einer Höchstgeschwindigkeit von 55 km/h.
Die 1,6 Kilometer lange Trasse für die damals als neues Nahverkehrssystem konzipierte Magnetbahn lag teilweise auf der bis zum Bau der Berliner Mauer am 13. August 1961 von der U-Bahn benutzten Kleinprofilstrecke vom Gleisdreieck zum Potsdamer Platz, schwenkte dann aber über den Haltepunkt Bernburger Straße zum Kemperplatz an der Philharmonie. Am 18. Juli 1991 erfolgte die endgültige Zulassung als neues Fahrgastbeförderungssystem durch die technische Aufsichtsbehörde. Damit endete offiziell der Versuchsbetrieb und ein fahrplanmäßiger Verkehr zum üblichen BVG-Tarif begann.
Aufgrund des erfolgreichen Probebetriebs auf der Berliner Anlage, der von Verkehrsexperten aus vielen Ländern besichtigt wurde, planten deutsche und andere Städte den Bau von M-Bahn-Strecken, so die Stadt Frankfurt am Main als Zubringer zum Flughafen. In Las Vegas begann Anfang 1989 bereits der Bau einer zwei Kilometer langen Strecke, die vier Stationen erhalten sollte. Dafür wurde eigens ein Tochterunternehmen der AEG gegründet.
Bereits am 31. Juli 1991 wurde der M-Bahn-Betrieb eingestellt, um die Trasse für den durch den Mauerfall am 9. November 1989 ermöglichten Wiederaufbau des durch den Mauerbau unterbrochenen Streckenstücks der U-Bahn-Linie U2 frei zu machen. Am 17. September 1991 begann die Streckendemontage, die bis Ende Februar 1992 abgeschlossen war. Ursprünglich war an einen Wiederaufbau als Zubringer zum Flughafen Berlin-Schönefeld gedacht worden. Diese Absicht wurde später jedoch fallen gelassen und die eingelagerten Streckenteile wurden verschrottet. Das Magnetbahnfahrzeug Nr. 06 war im Verkehrsmuseum Nürnberg auf einem Stück des originalen Fahrweges zu besichtigen, bevor es im September 2009 in den Standort Lichtenfels des DB-Museums gebracht wurde. Seit Frühjahr 2012 befindet sich das Fahrzeug in der Ausstellung des Oldtimer Museums Rügen.

## Fahrzeuge
Die Wagen 401, 402 und 704 wurden in Braunschweig, alle anderen in Berlin eingesetzt. Die Zahl der gebauten Wagen des Typs 01 (Braunschweig) ist nicht bekannt.
| Nummer | Typ   | Baujahr   | Wagenkasten                | Erste Testfahrten | Anmerkungen                                                        |
| ------ | ----- | --------- | -------------------------- | ----------------- | ------------------------------------------------------------------ |
| 401    | 01    | 1978      | Linke-Hofmann-Busch, AEG   |                   | seit 1987 im Deutschen Technikmuseum Berlin (Monumentenhalle)      |
| 402    |       |           | Magnetbahn GmbH            |                   |                                                                    |
| 704    | M70/2 |           | Magnetbahn GmbH            |                   | im April 1984 auf der Hannover-Messe ausgestellt                   |
| 706    | M70/2 | 1983      | Messerschmitt-Bölkow-Blohm | Juni 1984         | im Oktober 1986 zur Magnetbahn GmbH nach Starnberg                 |
| 01     | M80/2 | 1985/1986 | Waggon Union               | März 1987         | ausgebrannt, Ende 1987 verschrottet                                |
| 02     | M80/2 | 1985/1986 | Waggon Union               | März 1987         | bei Brand beschädigt, funktionslos wiederaufgebaut                 |
| 03     | M80/2 | 1986/1987 | Waggon Union               | Mai 1987          | Totalschaden nach Unfall am Kemperplatz                            |
| 04     | M80/2 | 1986      | Waggon Union               | Mai 1987          | Schaden nach Unfall am Kemperplatz, ab Juli 1989 wieder im Einsatz |
| 05     |       | 1983      | Magnetbahn GmbH            | April 1984        | Wartungsfahrzeug auf Rollen mit Dieselantrieb                      |
| 06     | M80/2 | 1988/1989 | Waggon Union               | Mai 1991          | Ersatz für Wagen 02, erhalten beim Oldtimer Museum Rügen           |
| 07     | M80/2 | 1988/1989 | Waggon Union               | Oktober 1989      | Ersatz für Wagen 01, ab 1995 Einsatz in Braunschweig               |

## Technische Daten (Auswahl)

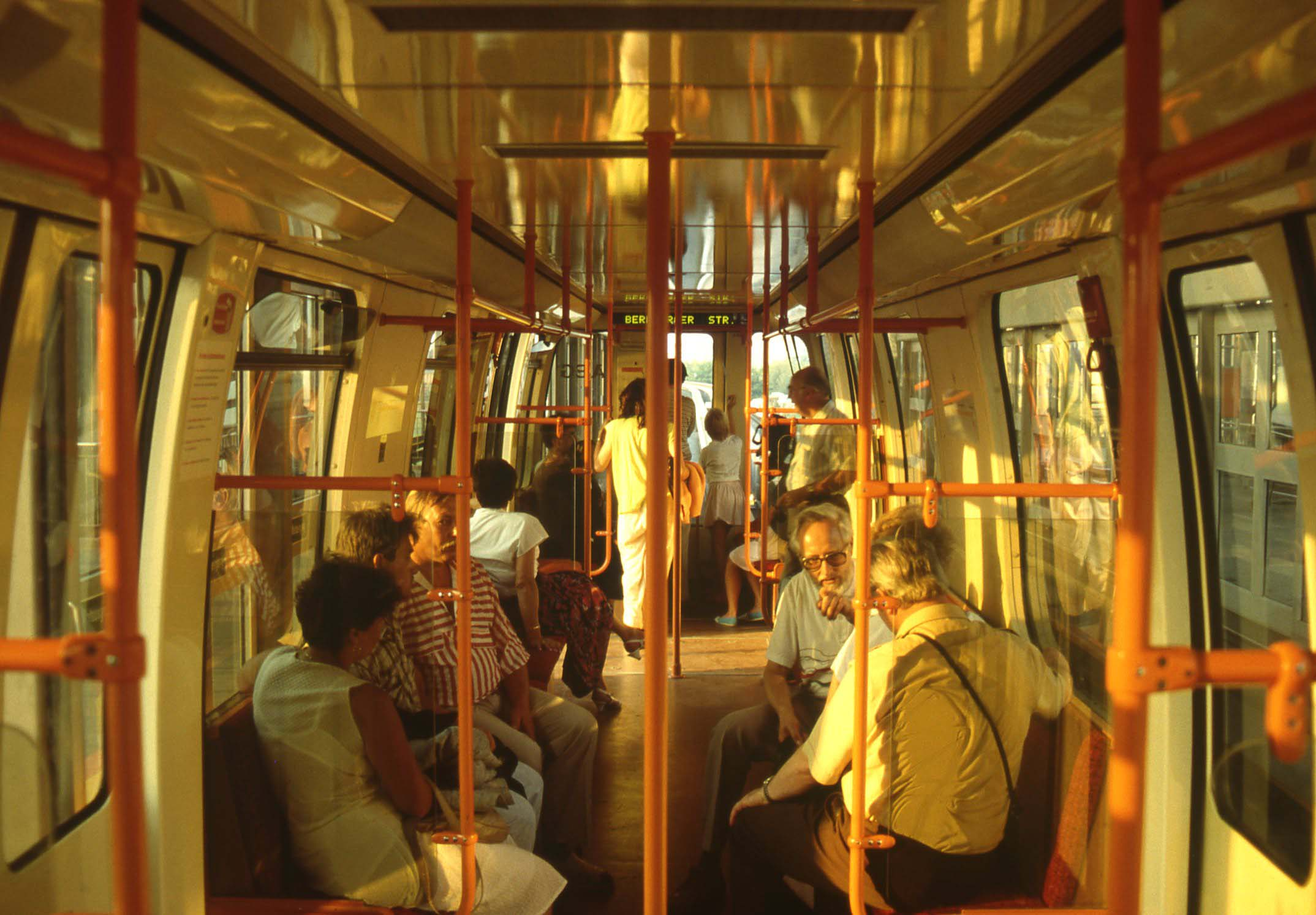
Innenaufnahme der M-Bahn

- Typenbezeichnung eines Wagens: M 80
- Eigengewicht eines Wagens: 10 Tonnen
- Anzahl der Fahrgäste pro Wagen: 80
- Höchstgeschwindigkeit für den Einsatz in Berlin: 80 km/h
- führerloser Betrieb
- gefahrene Kilometer auf der Berliner Teststrecke: mehr als 100.000 km bis Ende 1989

## Sonstiges
Im Film Der Himmel über Berlin von Wim Wenders ist das Streckenstück der M-Bahn zwischen der Endstation Kemperplatz (in der Nähe des Potsdamer Platzes) und dem alten Streckenteil der früheren U-Bahn zum Gleisdreieck im Hintergrund zu sehen – und auch, wie auf dem Fahrweg Menschen gehen.
In der ZDF-Fernsehserie Die Spezialisten (Staffel 1, Folge 1) wird die Magnetbahn thematisiert sowie ihr Verlauf auf einem Stadtplan von 1990 gezeigt (ab Minute 22).